# Juan Esteban Gutiérrez
Juan Esteban Gutiérrez Ruiz (Cereté, Colombia; 23 de febrero de 2005) es un futbolista colombiano. Jugaba en defensa central y su equipo era New York Red Bulls II de la MLS Next Pro.

## Trayectoria
Nacido en Cereté, Gutiérrez pasó por las inferiores del Club Área Chica de Montería y la Academia Alemana de Fútbol Popayán, hasta los 17 años, cuando se incorporó a las juveniles del Red Bull Bragantino de Brasil.
El 15 de abril de 2023, el defensor firmó en el New York Red Bulls II de la MLS Next Pro estadounidense.
Disputó 21 encuentros en su primera temporada en el club estadounidense.

## Estadísticas
Actualizado al último partido disputado el 24 de marzo de 2024.
| Club                                 | Div.          | Temporada     | Liga  | Liga  | Copas nacionales | Copas nacionales | Copas internacionales | Copas internacionales | Total | Total |
| Club                                 | Div.          | Temporada     | Part. | Goles | Part.            | Goles            | Part.                 | Goles                 | Part. | Goles |
| ------------------------------------ | ------------- | ------------- | ----- | ----- | ---------------- | ---------------- | --------------------- | --------------------- | ----- | ----- |
| New York Red Bulls II Estados Unidos | 3.ª           | 2023          | 21    | 0     | —                | —                | —                     | —                     | 21    | 0     |
| New York Red Bulls II Estados Unidos | 3.ª           | 2024          | 2     | 0     | 1                | 0                | —                     | —                     | 3     | 0     |
| New York Red Bulls II Estados Unidos | Total club    | Total club    | 23    | 0     | 1                | 0                | 0                     | 0                     | 24    | 0     |
| Total carrera                        | Total carrera | Total carrera | 23    | 0     | 1                | 0                | 0                     | 0                     | 24    | 0     |